# Рокитне (Рівненський район)
Роки́тне — село в Україні, в Рівненському районі Рівненської області. Населення становить 816 осіб.
Рокитне у перше згадується у 1897 році[джерело?]. Через село проходить залізниця, станція Рокитне.

## Географія
Село розташоване на правому березі річки Замчисько.

## Символіка
Символи затверджені 28 листопада 2024 року рішенням Костопільської міської ради. Автори проєктів – А. Гречило та Ю. Терлецький.

### Герб
щит розтятий двічі на зелене, золоте та зелене поля, у золотому полі зелена гілка верби додолу; глава розтята двічі на золоте, зелене та золоте поля, у зеленому - срібна квітка із золотим осердям і листочками, у золотих - по червоній квітці із золотим осердям і зеленими листочками.
Зелена гілка верби є номінальним символом і вказує на назву села (герб є промовистим). Біла (срібна) квітка означає ожину, а червоні - шипшину. Квіти та зелений клір підкреслюють багатство місцевих лісів. Золото (на прапорі - жовтий колір) є символом сільського господарства та щедрості.

### Прапор
Квадратне полотнище, яке складається з шести полів, утворених двома рівноширокими вертикальними діленнями та одним горизонтальним (на відстані в 1/3 полотнища від верхнього краю); у верхньому середньому зеленому полі - біла квітка із жовтим осердям і листочками, обабіч у двох верхніх жовтих - по червоній квітці із жовтим осердям і зеленими листочками, у нижньому середньому жовтому - повернута донизу зелена вербова гілочка, два поля внизу обабіч - зелені.

## Історія
У 1906 році село Костопільської волості Рівненського повіту Волинської губернії. Відстань від повітового міста 43 верст, від волості 5. Дворів 55, мешканців 407.

## Населення

### Мова
Розподіл населення за рідною мовою за даними перепису 2001 року:
| Мова       | Кількість | Відсоток |
| ---------- | --------- | -------- |
| українська | 618       | 99.84%   |
| російська  | 1         | 0.16%    |
| Усього     | 619       | 100%     |